# Schwerpunktfach
Als Schwerpunktfach wird nach dem Schweizer MAR (Maturitätsanerkennungsreglement) ein Pflichtwahlfach am Gymnasium bezeichnet, welches sich von Kanton zu Kanton in Dauer und Stundenanzahl pro Woche unterscheiden kann. 

Das Schwerpunktfach ist ein vertiefendes Fach, welches mit der neuen Maturitätsanerkennungsverordnung vom 15. Februar 1995 (MAV) die ehemaligen "Typen" der Ausbildung am Gymnasium ersetzte (Kantone wie Zürich kennen jedoch trotz der geltenden Gesetzeslage noch heute mathematisch-naturwissenschaftliche, neusprachliche oder altsprachliche Gymnasien).
Als Schwerpunktfach können von einer Schule folgende Fächer angeboten werden:
- alte Sprachen:
  - Latein
  - Griechisch
  - Latein und Griechisch
- Moderne Sprachen:
  - Deutsch (nur als dritte Landessprache zulässig in Romandie und Tessin)
  - Französisch (nur als dritte Landessprache zulässig in Deutschschweiz und Tessin)
  - Italienisch (nur als dritte Landessprache zulässig in Deutschschweiz und Romandie)
  - Englisch
  - Russisch
  - Spanisch
- Naturwissenschaften
  - Physik und Anwendungen der Mathematik
  - Biologie und Chemie
- Gesellschaftswissenschaften
  - Wirtschaft und Recht
  - Philosophie/Psychologie/Pädagogik
- Kunst
  - Bildnerisches Gestalten
  - Musik

Im romanischsprachigen Teil der Schweiz ist auch Rätoromanisch als Schwerpunktfach wählbar.
Es ist nicht an jeder Schule jedes Schwerpunktfach wählbar, vor allem Russisch wird nur an wenigen Kantonsschulen angeboten.